# Équitation aux Jeux olympiques d'été de 1996
Navigation
Barcelone 1992 Sydney 2000
L'équitation est présente aux Jeux olympiques d'été de 1996 avec six épreuves issues de trois disciplines disputées en individuel et par équipe : le concours complet, le dressage et le saut d'obstacles. Trente nations représentées par 216 athlètes prennent part à la compétition. L'Allemagne remporte le plus grand nombre de médailles lors de ces compétitions équestres avec quatre médailles en or. La Nouvelle-Zélande remporte quant à elle trois médailles dont une en or et l'Australie une médaille en or.
Les épreuves se sont déroulées du 21 juillet au 4 août 1996 sur le site du centre équestre international de Géorgie, construit pour l’occasion. Les conditions climatiques particulièrement difficiles pour les chevaux ont obligé les organisateurs à aménager les épreuves, notamment celles du concours complet. La discipline est d'autant plus regardée que plusieurs associations américaines tentent d'interdire l'épreuve de cross. Le Comité international olympique prend également de nouvelles dispositions avec l'application de quotas par pays et par discipline, et édicte la règle qu'un même effort ne peut permettre l'obtention de deux médailles. Cette dernière règle impose une nouvelle structure au concours complet où les compétitions en individuel et par équipe sont dorénavant séparées. L'épreuve de dressage se voit également évoluer avec la première apparition aux Jeux olympiques de la reprise libre en musique.

## Contexte

### Conditions climatiques
Le climat de la région d'Atlanta est connu pour connaitre des températures estivales très élevées, soit 40° à l'ombre, accompagnées d'un taux d'humidité également très fort, le taux d'hygrométrie oscille entre 60 % et 80 %
,. Des recherches vétérinaires sur la résistance des chevaux ont donc été menées afin de garantir le bon déroulement des épreuves équestres lors de ces Jeux,. Ces études se sont notamment basées sur les problématiques rencontrées lors des Jeux de Barcelone en 1992 où les fortes températures avaient eu de lourdes conséquences sur la performance et la santé des chevaux, notamment lors du complet. Les résultats de ces études ont permis de mettre au point un certain nombre de recommandations pratiques pour la bonne organisation des épreuves comme faire débuter l'épreuve de cross très tôt le matin, réduire la durée des épreuves de 20 %, diminuer le nombre de sauts, d'ajouter un contrôle vétérinaire sur le complet ainsi qu'une période de repos de 10 minutes supplémentaire dans la 3e phase du complet,

### Protection
Lors de ces Jeux, plusieurs associations américaines tentent d'interdire l'épreuve de cross, arguant du danger des obstacles fixes pour les chevaux. Des films chocs présentant plusieurs chutes de chevaux sur le parcours de cross sont diffusés pour étayer leurs propos.

## Organisation

### Site des compétitions
L'ensemble des compétitions équestres se sont tenues au centre équestre international de Géorgie, un complexe sportif construit spécialement pour les Jeux. Situé à 53 km à l'est du village olympique, dans la ville de Conyers sur le Comté de Rockdale, dans un parc de 461 ha, le complexe dispose d'une piste principale comprenant une carrière de dressage de 60 m par 20 m, d'une carrière de saut d'obstacles en sable de 100 m par 145 m, ainsi qu'un terrain de fond de 283 ha comprenant 25 obstacles, un parcours de routier et un ovale de steeple-chase. Le centre possède également cinq écuries de 92 boxes chacune, un manège, des pistes et des aires d'entrainement. Le complexe peut accueillir 32 000 personnes assises,.

### Calendrier
Les épreuves équestres se sont déroulées du 21 juillet au 4 août 1996, dates incluant deux journées sans épreuve.
- Concours complet d'équitation : du 21 juillet 1996 au 26 juillet 1996[9]
- Dressage : du 27 juillet 1996 au 28 juillet 1996[10]
- Saut d'obstacles : du 25 juillet 1994 au 29 juillet 1996 et du 1er août 1996 au 4 août 1996[11]

### Réglementation
Deux nouvelles règlementations imposées par le Comité international olympique affectent directement les sports équestres. Il s'agit tout d'abord de l'apparition de quotas, Le CIO définissant dorénavant pour chaque édition des Jeux le nombre de concurrents maximums autorisés à concourir par discipline et par pays. La seconde réglementation concerne l'obtention des médailles. Il est spécifié qu'une même épreuve ne peut donner lieu à l'obtention de plusieurs médailles. La discipline du complet est donc touchée par cette nouvelle directive, car, par la complexité de son organisation, le nombre d'épreuves, et les efforts demandés aux chevaux, le concours par équipe et le concours individuel se déroulaient en même temps et en interaction. Pour parer à ce problème, mais sans remettre en cause l'ensemble de l'organisation de la discipline, les deux épreuves ont été séparées. Elles se courent donc toujours sur le même parcours mais en parallèle. Les pays participants ont dû faire le choix de définir quels cavaliers envoyés en individuels et lesquels en équipe, puisque les cavaliers en équipe n'ont plus la possibilité de participer à l'épreuve individuelle. Certains cavaliers ont pu participer aux deux compétitions car ils possédaient deux chevaux,,.

## Participation
Lors de cette édition, 30 nations ont participé aux épreuves équestres des jeux, représentées par 216 athlètes. L'Arabie saoudite fait sa première participation équestre aux Jeux olympiques cette année-là.
- Allemagne (17)
- Arabie saoudite (3)
- Argentine (4)
- Australie (11)
- Autriche (5)
- Belgique (6)
- Bermudes (1)
- Brésil (9)
- Canada (11)
- Colombie (2)
- Danemark (3)
- Espagne (13)
- États-Unis (14)
- Finlande (1)
- France (14)
- Grande-Bretagne (15)
- Hongrie (5)
- Inde (1)
- Irlande (9)
- Italie (12)
- Japon (8)
- Mexique (5)
- Nouvelle-Zélande (6)
- Pays-Bas (8)
- Philippines (1)
- Pologne (5)
- Porto Rico (1)
- Portugal (2)
- Suisse (11)
- Suède (13)

## Épreuves
Six titres issus de trois disciplines sont disputés à l'occasion de ces Jeux olympiques d'été de 1996.
| Discipline       | Individuel | Par équipe | Total |
| ---------------- | ---------- | ---------- | ----- |
| Dressage         | 1          | 1          | 2     |
| Saut d'obstacles | 1          | 1          | 2     |
| Concours complet | 1          | 1          | 2     |
| Total            | 3          | 3          | 6     |

## Compétition et résultats

### Dressage
Une nouvelle organisation des épreuves de dressage est instituée à l'occasion des Jeux de 1996 : la compétition se déroule en trois manches contre deux jusqu'alors. Le Grand Prix permet de décider du classement par équipe. Les 25 meilleurs cavaliers de l'épreuve ont le droit de participer au Grand Prix Spécial, qui est une reprise possédant les mêmes mouvements que le Grand Prix mais dans un enchainement plus court et avec une plus grande intensité. Les 13 meilleurs cavaliers participent enfin à la Reprise libre en musique qui permet l'obtention des médailles en individuel. Cette formule a été auparavant testée avec succès lors des Championnats d'Europe en 1995.
Dans le concours par équipe, le score des trois meilleurs cavaliers de l'équipe, sur quatre cavaliers possibles par équipe, détermine le classement final,. L'Allemagne remporte l'épreuve avec un score de 5553 points, devant les Pays-Bas avec 5437 points et les États-Unis avec 5309 points. Il s'agit du même classement que celui des Jeux olympiques de 1992,.
Pour le titre en individuel, les cavaliers s'affrontent sur la reprise spéciale du Grand Prix dans un premier temps et sur la reprise libre en musique dans un second temps. À l'issue du Grand Prix Spécial, Anky van Grunsven prend la tête de la compétition devant Isabell Werth, qui fait deux grosses fautes. La reprise libre en musique, dite aussi Kür clôture les épreuves de dressage pour cette première édition des Jeux. D'après les journalistes, il semble que la spécificité de cette reprise n'ait pas encore été assimilée, certains concurrents se contentant d'un semblant de fond musical pour dérouler leur reprise. La reprise libre en musique a cependant eu beaucoup de succès parmi le public et a permis des changements dans le classement final. Isabell Werth réalise la meilleure prestation lors de l'épreuve ce qui lui permet d'obtenir la médaille d'or,. Anky van Grunsven, dont le cheval Bonfire a eu des problèmes pour passer le contrôle vétérinaire, termine médaille d'argent, bien que les journalistes trouvent le cheval irrégulier. Enfin le néerlandais Sven Rothenberger termine le podium.
| Classement                          | Cavalier          | Cheval  | Pays      | Points |
| ----------------------------------- | ----------------- | ------- | --------- | ------ |
| Médaille d'or, Jeux olympiques      | Isabell Werth     | Gigolo  | Allemagne | 235,09 |
| Médaille d'argent, Jeux olympiques  | Anky van Grunsven | Bonfire | Pays-Bas  | 233,02 |
| Médaille de bronze, Jeux olympiques | Sven Rothenberger | Weyden  | Pays-Bas  | 224,94 |

| Classement                          | Pays       | Cavaliers                                                                 | Chevaux                          | Points  |
| ----------------------------------- | ---------- | ------------------------------------------------------------------------- | -------------------------------- | ------- |
| Médaille d'or, Jeux olympiques      | Allemagne  | Klaus Balkenhol Martin Schaudt Monica Theodorescu Isabell Werth           | Goldstern Durgo Grunox Gigolo    | 5553,00 |
| Médaille d'argent, Jeux olympiques  | Pays-Bas   | Tineke Bartels Anky van Grunsven Sven Rothenberger Gonnelien Rothenberger | Barbria Bonfire Weyden Gonnelien | 5437,00 |
| Médaille de bronze, Jeux olympiques | États-Unis | Michelle Gibson Robert Dover Steffen Peters Guentër Seidel                | Peron Metallic Udon Graf George  | 5309,00 |

### Concours complet
Le parcours de cross, dessiné par Roger Haller, est décrit comme de bonne qualité et réalisable même s'il possède quelques difficultés. Le terrain est souple mais glissant, l'herbe n'étant pas encore solidement enracinée. Le tracé est sinueux et les dénivelés fréquents.
Dans la compétition par équipe, les États-Unis prennent la tête du concours à l'issue de l'épreuve de dressage, les quatre cavaliers de l'équipe ayant réalisé leur meilleure performance personnelle. Sur l'épreuve de fond, les australiens passent devant les américains, notamment grâce aux performances des australiens Andrew Hoy et Wendy Schaeffer, et à la chute de l'américain Jill Henneberg. Le français Jacques Dulcy est le seul à réaliser le parcours sans faute et dans les temps, ce qui place les français à la 4e place provisoire,. Au soir du cross, l'Australie est en tête suivie des États-Unis et de la Nouvelle-Zélande. Le classement reste inchangé après l'épreuve de saut d'obstacles. L'Australie est médaille d'or, les États-Unis médaille d'argent et la Nouvelle-Zélande médaille de bronze. L'australienne Wendy Schaeffer réalise la meilleure performance sur l'ensemble de la compétition par équipe.
En individuel, la Britannique Mary King réalise le meilleur dressage devant l'Américain David O'Connor et l'Australien Nikki Bishop. Les néo-zélandais Blyth Tait et Sally Clark remportent l'épreuve de fond et prennent la tête du classement. Dans la dernière manche, Sally Clark réalise un parcours d'obstacles sans faute lui assurant la médaille d'argent. Blyth Tait réalise également un parcours sans faute, bien qu'un barre touchée lui ait causé une grande frayeur, ce qui lui permet de remporter la médaille d'or. Et c'est l'Américaine Kerry Millikin qui remporte le bronze.
| Classement                          | Cavalier       | Cheval        | Pays             | Pénalités |
| ----------------------------------- | -------------- | ------------- | ---------------- | --------- |
| Médaille d'or, Jeux olympiques      | Blyth Tait     | Ready Teddy   | Nouvelle-Zélande | 56,80     |
| Médaille d'argent, Jeux olympiques  | Sally Clark    | Squirrel Hill | Nouvelle-Zélande | 60,40     |
| Médaille de bronze, Jeux olympiques | Kerry Millikin | Out and About | États-Unis       | 73,70     |

| Classement                          | Pays             | Cavaliers                                                   | Chevaux                                                    | Pénalités |
| ----------------------------------- | ---------------- | ----------------------------------------------------------- | ---------------------------------------------------------- | --------- |
| Médaille d'or, Jeux olympiques      | Australie        | Wendy Schaeffer Gillian Rolton Andrew Hoy Phillip Dutton    | Sunburst Peppermint Grove Darien Powers True Blue Girdwood | 203,85    |
| Médaille d'argent, Jeux olympiques  | États-Unis       | Karen O'Connor David O'Connor Bruce Davidson Jill Henneberg | Biko Giltedge Heyday Nirvana                               | 261,10    |
| Médaille de bronze, Jeux olympiques | Nouvelle-Zélande | Blyth Tait Andrew Nicholson Vaughn Jefferis Victoria Latta  | Chesterfield Jaggermeister II Bounce Broadcast News        | 268,55    |

### Saut d'obstacles
Les différents parcours composant les différentes manches de l'épreuve de saut d'obstacles ont été tracés par l'américaine Linda Allen. Ces parcours ont la particularité d'être plus techniques que haut. Les obstacles représentent plusieurs lieux emblématiques des États-Unis comme le Mont Rushmore ou la statue de la liberté,.
La compétition par équipe s'est déroulée en deux manches réalisées sur le même parcours. Celui-ci est composé de 13 obstacles représentant 16 efforts. La hauteur maximale des obstacles est de 1,60 m et la rivière mesure 4,30 m. Les Allemands alignent trois parcours sans barre dans chacune des deux manches, ce qui les mènent naturellement sur la première marche du podium avec seulement 1,75 points de pénalités. Les américains remportent l'argent avec un total de 12 points. Les brésiliens prennent quant à eux le bronze en totalisant 17,25 points de pénalités. Il s'agit de la première médaille brésilienne en sports équestres,. Les français terminent à la 4e place.
L'épreuve individuelle se compose de deux manches. Lors de la première manche, 10 cavaliers parviennent à réaliser un tour sans faute. Mais la seconde manche se révèle beaucoup plus fautive et la conséquence de nombreux points de pénalités. Seul l'allemand Ulrich Kirchhoff ne fait tomber aucune barre sur ses deux tours ce qui lui assure la médaille d'or,. Tous les cavaliers ayant réalisé un maximum de 4 points sont donc repêchés pour le barrage, soit 6 cavaliers. La française Alexandra Ledermann est la première à s'élancer sur le parcours. Elle réalise un sans faute. Seul le suisse Wilhelm Melliger parvient à réaliser un sans faute dans un temps plus rapide que celui de la française. Il obtient ainsi la médaille d'argent en individuel et Alexandra Ledermann la médaille de bronze,.
| Classement                          | Cavalier            | Cheval       | Pays      | Pénalités |
| ----------------------------------- | ------------------- | ------------ | --------- | --------- |
| Médaille d'or, Jeux olympiques      | Ulrich Kirchhoff    | Jus de pomme | Allemagne | 1,00      |
| Médaille d'argent, Jeux olympiques  | Wilhelm Melliger    | Calvaro      | Suisse    | 4,00      |
| Médaille de bronze, Jeux olympiques | Alexandra Ledermann | Rochet M     | France    | 4,00      |

| Classement                          | Pays       | Cavaliers                                                         | Chevaux                                       | Pénalités |
| ----------------------------------- | ---------- | ----------------------------------------------------------------- | --------------------------------------------- | --------- |
| Médaille d'or, Jeux olympiques      | Allemagne  | Franke Sloothaak Lars Nieberg Ulrich Kirchhoff Ludger Beerbaum    | Joly Coeur For Pleasure Jus de pomme Ratina Z | 1,75      |
| Médaille d'argent, Jeux olympiques  | États-Unis | Peter Leone Leslie Burr-Howard Anne Kursinski Michael R. Matz     | Legato Extreme Eros Rhum                      | 12,00     |
| Médaille de bronze, Jeux olympiques | Brésil     | Luiz Azevedo Alvaro Miranda Neto André Johannpeter Rodrigo Pessoa | Cassiana Aspen Calei Tomboy                   | 17,25     |

## Tableau des médailles
L'Allemagne remporte le plus grand nombre de médailles lors de ces compétitions équestres avec quatre médailles en or. La Nouvelle-Zélande remporte quant à elle trois médailles dont une en or et l'Australie une médaille en or.
|   | Nation           | Or | Argent | Bronze | Total |
| - | ---------------- | -- | ------ | ------ | ----- |
| 1 | Allemagne        | 4  | 0      | 0      | 4     |
| 2 | Nouvelle-Zélande | 1  | 1      | 1      | 3     |
| 3 | Australie        | 1  | 0      | 0      | 1     |
| 4 | États-Unis       | 0  | 2      | 2      | 4     |
| 5 | Pays-Bas         | 0  | 2      | 1      | 3     |
| 6 | Suisse           | 0  | 1      | 0      | 1     |
| 7 | Brésil           | 0  | 0      | 1      | 1     |
| 7 | France           | 0  | 0      | 1      | 1     |